# Ezili Tholus
L'Ezili Tholus è una struttura geologica della superficie di Venere.